# Cerkev sv. Petra in Pavla, Krnski Grad
Pfalška cerkev na Krnskem gradu je rimskokatoliška župnijska cerkev v kraju Karnburg (Krnski grad) v občini Gospa Sveta (Maria Saal) na Koroškem na Gosposvetskem polju (Kärntner Zollfeld). Cerkev in okolica vasi sta ob vznožju Šenturške gore (Ulrichsbergs). Posvečena je svetnikoma Petru in Pavlu.

## Zgodovina
Cerkev je bila verjetno zgrajena okrog leta 888 zaradi obiska kralja Arnulfa Koroškega in se je uporabljala kot kapela kraljeve pfalce. Ker je bil Arnulf od leta 896 do 899 rimsko-nemški cesar, je bila cerkev tudi cesarska pfalška cerkev, vendar utrdbe z obzidjem, obzidja, jarkov in palisade danes ni več. Prvič je bila cerkev omenjena leta 927. Bila je v posesti salzburških škofov. Stavba je s svojo karolinško arhitekturo najstarejša cerkev na Koroškem in ena najstarejših avstrijskih cerkva.

## Arhitektura in oblikovanje
Cerkev in pokopališče obdaja zid. Cerkev je enoladijska z uvlečenim, kvadratnim korom in zahodnim predverjem s stolpom iz 15. stoletja, ki je zaključen z zvonikom. Stara cerkev je redka ohranjena karolinška arhitektura v Avstriji; izvirna zidava je jasno vidna. V cerkvenih zidovih so vstavljeni in nameščeni rimski reliefi in napisni kamni. Mogoče je najti nagrobne napise rimskih vojakov in domačinov z različnimi prikazanimi elementi, pokrov sarkofaga, vpisane fragmente in stele. 
Osmerokotni gotski krstilnik stoji v križno obokani veži cerkve. Gotski vhodni portal s šiljastim lokom nosi vrata, okovana z železno opremo. Lesena ravna streha v notranjosti je iz leta 1929. V koru in ladji so okroglo obokana romanska okna; na severni steni je bil prehod zazidan, nad njim je podoba božje roke, zraven je karolinški ali otonski steber s kapitelom. Na zaključnem zidu kora je še romanska stenska poslikava, ki je bila prebarvana. Baročna skupina Križanje je iz 18. stoletja, baročne figure v ladji prikazujejo svetega Pavla in Osvalda na severni strani ter svetega Petra in svetega Boštjana na južni strani. Razpelo v niši vrat je iz 17. stoletja. 

## Anina kapela
Skozi južno zakristijo je srednje velika cerkev povezana z gotsko Anino kapelo, ki ima majhen kor. Na čopasti strehi je strešni jezdec s koničasto streho. Majhna šiljasta ločna okna so v zunanjem zidu. Pod Anino kapelo je kostnica. V cerkvi so kipi svete Ane z Marijo, Janeza Nepomuka in Frančiška Ksaverija. Na prehodu med cerkvijo in kapelo so vidni rimski reliefi z napisi in napis z noriško simo.